# Dichaetomyia vitticollis
Dichaetomyia vitticollis är en tvåvingeart som beskrevs av Fritz Isidore van Emden 1942. Dichaetomyia vitticollis ingår i släktet Dichaetomyia och familjen husflugor.
Artens utbredningsområde är Uganda. Inga underarter finns listade i Catalogue of Life.